# ALD-52
ALD-52 – psychodeliczna substancja psychoaktywna, pochodna ergoliny, analog LSD. Po raz pierwszy ALD-52 został otrzymany przez Alberta Hofmanna. Dawkowanie tej substancji waha się w przedziale 50–175 µg.